# Culicoides sogdianus
Culicoides sogdianus är en tvåvingeart som beskrevs av Gutsevich 1966. Culicoides sogdianus ingår i släktet Culicoides och familjen svidknott. Inga underarter finns listade i Catalogue of Life.